# Kati K
Kati K (* 7. September 1999 als Katja Keuter) ist eine deutsche Popsängerin und Influencerin.

## Privates
Kati K wurde 1999 geboren und lebt in München. Neben ihrer Social-Media-Karriere legte sie ihr Abitur ab und studiert Psychologie an einer Privatuniversität.

## Karriere
Kati K begann ihre Karriere 2015 in den sozialen Medien als Influencerin auf Instagram, wo sie sich kati.ktr nennt. Zunächst drehte sie Gesangsvideos, anschließend präsentierte sie auch ihr Privatleben und gab Beziehungstipps und Hilfe bei Liebeskummer. Ihr erster Song, Steine im Bauch, erschien 2019. Es folgten weitere Singles wie Vielleicht, Weisse Yeezys und Wegen Dir sowie mit Dunkel eine Zusammenarbeit mit dem Rapper Edo Saiya. Ihre Songs behandeln oft Liebeskummer und Themen wie Mental Health und Freundschaften. Sie erreichten hohe Aufrufzahlen bei Spotify. Sie steht beim Label Ariola unter Vertrag.
2023 erschien im S. Fischer Verlag ihr Sachbuch Your Best Friend, eine Art „Selbsthilfebuch für gebrochene Herzen“. 2023 schrieb sie zusammen mit dem Pianisten Lockerlouis den Titelsong für die ZDFtivi-Serie Die Mädchen-WG und spielte in Staffel 18, Folge 8 mit. 2024 veröffentlichte sie in einer Kollaboration mit dem Rapper Finch den Titel Erwischt, der mit Rang 14 ihre erste Platzierung in den deutschen Singlecharts wurde.

## Diskografie

### Studioalben
- 2024: Alles oder Nichts

### Singles
- 2019: Steine im Bauch
- 2020: Vielleicht
- 2020: 24/7 (mit Riggi & Piros)
- 2020: Weiße Yeezys
- 2020: Wegen dir
- 2021: Dunkel (mit Edo Saiya)
- 2021: Zu jung um traurig zu sein
- 2021: Malibu Kirch (mit ART)
- 2021: Team (mit K-Fly)
- 2021: Schizophren
- 2022: Ohne dich
- 2022: Und wieder (mit Anstandslos & Durchgeknallt)
- 2022: Rückwärtsgang (mit Kris Kross Amsterdam & Gregor Hägele)
- 2022: Wehzutun
- 2022: Traum
- 2022: Crazy (mit Rote Mütze Raphi)
- 2023: Liebesbeweis
- 2023: Mascara
- 2023: Nur beste Freunde (mit Philipp Dittberner)
- 2023: Blauäugig
- 2023: <3 (mit Jona)
- 2024: Weißes Kleid
- 2024: Erwischt (mit Finch)
- 2024: Golden Retriever
- 2024: Abschiedskuss (mit Philipp Dittberner)
- 2024: Herzschlag (mit 1986zig)

- 2024: Klappstuhl am See

- 2025: Ohne dich (Tream feat. Finch & Kati K)

## Veröffentlichungen
- Your Best Friend. S. Fischer Verlag, 2023, ISBN 978-3-7335-5036-3.